# 116-й батальон шуцманшафта
116-й батальон шуцманшафта (нем. 116. Batalion Schutzmannschaft / Schutzmannschafts-W-Bataillon 116 / Ukrainian Schuma, укр. 116-й батальйон шуцманшафту) — охранное подразделение германской вспомогательной охранной полиции (нем. Schutzpolizei), сформированное из местных коллаборационистов и военнопленных в июле 1942 года в Белой Церкви.

## Формирование
Официальное название: 116. Schutzmannschafts-Wach-Bataillon (116-й охранный батальон шуцманшафта). Немецкий командир — батальонсфюрер Ганс Шкринктуб. Кроме него в батальоне было ещё 17 немецких офицеров — командиров рот и взводов.
Формированием, обучением и оперативным командованием подразделения занималась германская жандармерия (Gendarmerie des Einzeldienstes).
Батальон формировался из служащих местной полиции, добровольцев-военнопленных и мобилизованной на работы молодежи. Первоначальная численность — около 300 человек. Батальон состоял из трёх-четырёхвзводных рот. Вооружение — советские винтовки обр. 1891/30 и три ручных пулемёта ДП-27 (по одному на каждую роту). Обмундирование на начальном этапе было советское, затем — литовское, эстонское и чёрная униформа «общих СС». С начала 1943 года служащие батальона были переобмундированы в полевые мундиры немецкой полиции.
При поступлении на службу шуцманы давали следующую присягу: «Клянусь беспрекословно выполнять все приказы немецких властей и в первую очередь бороться против жидобольшевизма, от которого освободила меня немецкая армия. В борьбе с жидобольшевиками я обязуюсь не щадить сил, и, когда прикажет фюрер мне, отдать жизнь для окончательной победы над жидобольшевизмом».

## Служба
Постоянное место дислокации батальона — бывшие советские казармы в Белой Церкви. Сфера ответственности — стратегические объекты города и района, а также участок железной дороги в районе Фастова и станция Фастов-2.
Также батальон привлекался к контрпартизанской деятельности. Самая масштабная акция — участие второй роты батальона совместно с немецкими подразделениями в окружении и уничтожении партизанского соединения в Чернобыльском районе на реке Припять. Было взято в плен около 800 партизан, 400 из которых расстреляны на месте.
Кроме того, шуцманы батальона участвовали в конвоировании принудительно вывозимого на работы в Германию гражданского населения от мест проживания до сборных пунктов. Батальон привлекался также к расстрелам мирного населения. В мае-июне 1942 года в Таращанском районе осуществлял конвоирование приговорённых к смерти евреев. В апреле-мае 1943 года находился в оцеплении при расстреле коммунистического актива Иванковского района. В апреле 1943 года пять добровольцев из числа командиров взводов и отделений на учебном плацу батальона расстреляли тридцать человек, обвинённых в ограблении немецкого продуктового склада
В апреле-мае 1943 года батальон был пополнен остатками личного состава разбитых партизанами на Сумщине 113-го и 120-го батальонов. В результате численность батальона достигла почти 600 человек.
Зимой 1944 года батальон был включён в дивизионную боевую группу под командованием высшего фюрера СС и полиции Прюцмана. 24 марта 1944 года группа была разбита недалеко от г. Каменец-Подольский.

## После расформирования
Остатки личного состава батальона были отведены в тыл, где переведены на службу в пожарные части, предназначенные для борьбы с последствиями воздушных налётов (люфтшутц, Luftschutzausbildungsabteilung).
В марте-апреле бывшие шуцманы были включены в состав противотанковой бригады «Свободная Украина» (Panzerjagd-Brigade Freie Ukraine) 2-й Украинской Дивизии (2УД), сформированной Главным управлением войск СС. В начале мая дивизия попала в окружение под Бранденбургом. Прорваться в американскую зону оккупации смогло примерно 25-30 % личного состава.
Часть батальона, которая на момент наступления советских войск в 1943 году находилась в командировке на строительных работах в городе Сквира, была эвакуированы отдельно от остальных, и попали на запад Германии. Там солдаты были влиты в подразделение люфтшутца города Мёнхенгладбах, где пребывали до конца октября 1944 года. Затем как минимум трое из них вступили в РОА, прошли обучение и оказались в составе 2-й дивизии РОА. На фронт дивизия не попала, и в апреле 1945 года сдалась американцам.